# Serjania parvifolia
Serjania parvifolia är en kinesträdsväxtart som beskrevs av Carl Sigismund Kunth. Serjania parvifolia ingår i släktet Serjania och familjen kinesträdsväxter. Inga underarter finns listade i Catalogue of Life.